# Muta (Jordania)
Muta – miasto w Jordanii, w muhafazie Al-Karak. W 2015 roku liczyło 27 426 mieszkańców.